# Cinizam
Cinizam (iz starogrčkog κυνισμός, kynismós, oponašanje psa)
je u kolokvijalnoj upotrebi, bezočna drskost, gruba otvorenost, bestidnost. U hrvatskom jeziku srodnog je porijekla i značenja riječ psina. Izraz cinizam ponekad se pogrešno primjenjuje i na učenje starogrčkih kinika.

## Srodni pojmovi
- Ironija
- Sarkazam
- Humor